# Syzygium khaoyaiense
Syzygium khaoyaiense là một loài thực vật có hoa trong Họ Đào kim nương. Loài này được (Chantaranothai & J.Parn.) Craven & Biffin mô tả khoa học đầu tiên năm 2006.